# Вилсонвил (Илиноис)
Вилсонвил (енгл. Wilsonville) град је у америчкој савезној држави Илиноис.

## Демографија
По попису из 2010. године број становника је 586, што је 18 (-3,0%) становника мање него 2000. године.
| Група             | 2000.       | 2010.       |
| Белци             | 594 (98,3%) | 572 (97,6%) |
| Афроамериканци    | 0 (0,0%)    | 1 (0,2%)    |
| Азијати           | 0 (0,0%)    | 2 (0,3%)    |
| Хиспаноамериканци | 2 (0,3%)    | 5 (0,9%)    |
| Укупно            | 604         | 586         |